# Louriçal do Campo
Louriçal do Campo es una freguesia portuguesa del concelho y distrito de Castelo Branco, con 22,31 km² de superficie y 636 habitantes (2011). Su densidad de población es de 28,5 hab/km².

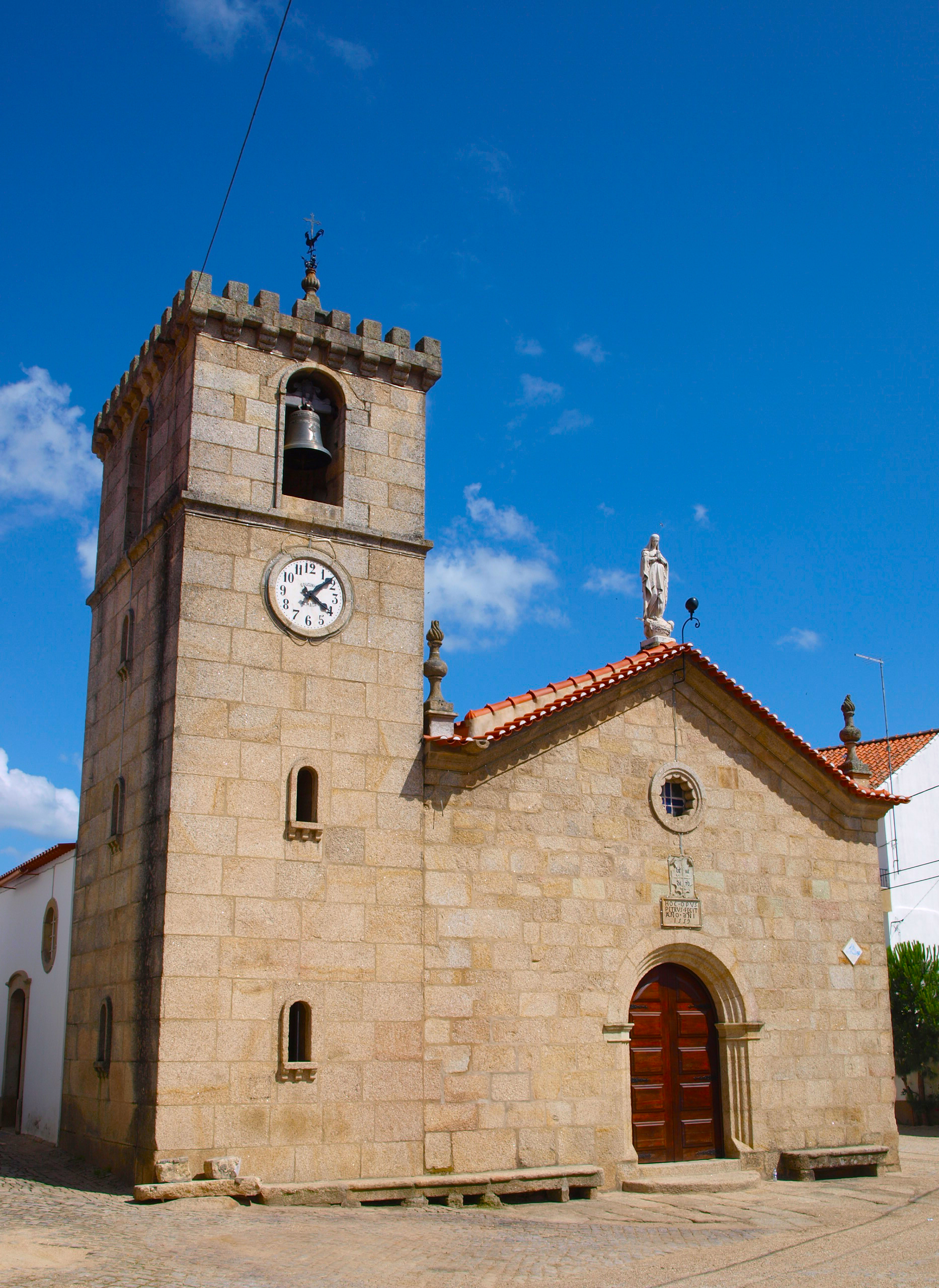
Iglesia Matriz de São Bento

Situada a unos 25 km al norte de la capital del concelho y del distrito, a los pies de la Sierra de la Garduña y limitando con el concelho de Fundão, Louriçal, que debe su nombre a la antigua abundancia de laureles en la zona, perteneció al concelho de São Vicente da Beira hasta la supresión de este en 1895. La freguesia cuenta con dos aldeas anexas: São Fiel y Torre.

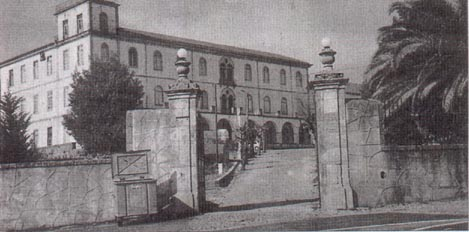
Colegio de São Fiel (1863-1910)

Poblada desde el período romano, del que quedan algunos restos arqueológicos, en el patrimonio histórico-artístico de Louriçal destaca, además de la iglesia matriz de São Bento, el edificio del Colegio de Sao Fiel, fundado por los jesuitas en 1863 y que fue una de las instituciones de enseñanza más prestigiosas de Portugal (aquí estudió, entre otras celebridades, el premio Nobel de Medicina António Egas Moniz) hasta su cierre en 1910, como consecuencia de la incautación de los bienes de la Iglesia católica a raíz de la revolución que implantó la Primera República Portuguesa. Transformado en reformatorio en la década de 1920, permanece en la actualidad cerrado y sin uso.